# Sergio Pisano
Sergio Pisano Pereira (Montevideo, 13 giugno 1941 – Montevideo, 17 luglio 2017) è stato un cestista uruguaiano.

## Carriera
Con l'Uruguay ha disputato i Giochi olimpici di Tokyo 1964 e tre edizioni dei Campionati mondiali (1963, 1967, 1970).